# Fokker XB-8
Il Fokker XB-8 era un bombardiere realizzato sul finire degli anni venti negli Stati Uniti d'America dalla Fokker Aircraft Corporation, sussidiaria americana dell'olandese Fokker.
Si trattava di un aereo bimotore con configurazione alare monoplana, denominato Model 16 nella designazione aziendale, nato come velivolo da osservazione in previsione della sostituzione del precedente Douglas O-25.
Sottoposto a prove valutative in comparazione con il Douglas Y1B-7 non ebbe successo nel ruolo di bombardiere ed i quattordici esemplari complessivamente costruiti vennero destinati dagli United States Army Air Corps al ruolo di osservatori con la designazione O-27.

## Storia del progetto
Nel corso del 1929 la Fokker Aircraft Corporation, azienda aeronautica situata a Teterboro (New Jersey) precedentemente nota con il nome di Atlantic Air Corporation, sviluppò il progetto per un velivolo monoplano dalla struttura mista (legno e metallo) da destinare al ruolo di aereo da osservazione per sottoporlo all'USAAC in vista della sostituzione del Douglas O-25 all'epoca in servizio.
Nel giugno del 1929 l'USAAC ordinò alla Fokker la produzione di due prototipi che furono denominati XO-27. La Douglas dal canto suo, presentò un progetto alternativo (per quanto basato sulla stessa configurazione generale monoplana e bimotore) che, anch'esso ordinato in due esemplari, venne designato con la sigla XO-35.
Le prestazioni messe in luce dai due velivoli impressionarono in modo estremamente favorevole le autorità militari e prospettarono un deciso miglioramento rispetto allo standard fino ad allora rappresentato dal biplano Keystone LB-5 all'epoca in servizio operativo; fu così che l'USAAC decise di chiedere la trasformazione in bombardieri dei secondi esemplari dei progetti Fokker e Douglas.
Il secondo Fokker Model 16 venne pertanto identificato come XB-8; nel frattempo, il 20 ottobre 1930, il primo esemplare fu portato in volo per la prima volta. Sempre nel corso del 1930 la Fokker Aircraft Corporation venne assorbita dalla General Aviation Corporation (controllata dalla General Motors), per cui è possibile trovare notizie del velivolo con l'indicazione del nome di General Aviation XB-8.
Nel febbraio del 1931 l'XB-8 venne consegnato presso il Wright Field per le prove di volo; queste, inframezzate da un incidente che comportò una serie di riparazioni, permisero alle autorità militari di constatare che le prestazioni del modello della Douglas erano migliori. Venne pertanto deciso che il contratto concluso all'inizio di aprile per sei B-8 di serie fosse tramutato in uno per altrettanti O-27, che si sarebbero aggiunti ad altri sei dello stesso tipo già ordinati in maggio. Le consegne dei dodici esemplari di serie complessivamente costruiti ebbero inizio un anno dopo, nel maggio del 1932.

## Tecnica

### Cellula
Dal punto di vista strutturale il Fokker Model 16 era un aereo realizzato utilizzando diverse varietà di materiali: la fusoliera era costituita da tubi d'acciaio ricoperti in tela mentre le ali erano realizzate in legno e compensato; di quest'ultimo materiale era realizzato l'intero rivestimento dei piani alari.
La fusoliera ospitava all'estrema prua la postazione per un mitragliere, racchiusa da una copertura aerodinamica scorrevole e rinforzata lateralmente da un pannello in metallo corrugato che arrivava fino all'estremità del velivolo. Nella zona centrale erano presenti la cabina di pilotaggio ed una seconda postazione destinata al navigatore/mitragliere. Tutte le postazioni erano inizialmente prive di copertura che venne realizzata in un secondo momento sugli esemplari di serie.
L'ala era collegata alla parte superiore della fusoliera, con il bordo d'entrata disposto immediatamente alle spalle della postazione del pilota ed il bordo d'uscita che terminava in corrispondenza della postazione del navigatore mitragliere. L'ala monoplana era realizzata "a sbalzo" e riprendeva il disegno dei contemporanei velivoli commerciali realizzati dalla Fokker.
L'impennaggio era di tipo classico ed anch'esso aveva configurazione monoplana; presentava tuttavia due piccole controventature, una per ogni lato degli stabilizzatori.
Il carrello d'atterraggio era retrattile, costituito da una struttura in tubi metallici con elementi monoruota che si ritraevano solo parzialmente, con movimento retrogrado, all'interno della zona posteriore delle gondole motore; al posteriore era presente un ruotino, fisso e carenato.

### Motore
Il Fokker XB-8 era equipaggiato con due motori V-12 raffreddati a liquido Curtiss Conqueror, in grado ciascuno di sviluppare la potenza di 600 hp (pari a 447,42 kW). I motori erano alloggiati in gondole montate sul bordo d'entrata alare ed azionavano eliche bipala.

### Armamento
In merito alle dotazioni difensive, risulta che il Fokker O-27 fosse armato con due mitragliatrici calibro .30, brandeggiabili, disposte una per ciascuna postazione. Dalle fonti reperite non viene indicato il carico offensivo trasportabile dalla versione XB-8 da bombardamento.

## Impiego operativo
Il primo reparto a ricevere il Fokker YO-27, designazione assegnata ai sei velivoli inizialmente previsti come bombardieri, fu il 12th Observation Group di base presso Brooks Field. L'attività prevalente degli O-27 riguardò l'addestramento alle missioni notturne, alla navigazione sulle lunghe distanze ed alle prime forme di radioassistenza.
Caratteristica particolare che contraddistinse il secondo lotto di sei velivoli fu l'inconsueta designazione: il sistema all'epoca vigente prevedeva di anteporre il codice Y1 alla designazione assegnata, a significare che si trattava di acquisti effettuati con fondi di bilancio di dotazione speciale. Pertanto la designazione ufficiale, all'atto dell'entrata in servizio degli aerei del secondo lotto, fu Y1O-27. Questo sistema rimase in vigore tra il 1931 ed il 1936 e secondo alcuni tutti gli esemplari del bimotore della Fokker vennero ridenominati O-27 prima della loro radiazione dal servizio, avvenuta alla metà degli anni trenta.

## Versioni
I dati sulle versioni, se non diversamente indicato, sono tratti da "Fokker XB-8" in "www.joebaugher.com", tranne dove indicato diversamente.
- Model 16: denominazione del costruttore; realizzato complessivamente in quattordici esemplari che, in ordine cronologico, ricevettero le seguenti denominazioni operative:
  - XO-27: primo prototipo, per un velivolo da osservazione; portato in volo per la prima volta il 20 ottobre 1930.
    - XO-27A: designazione assunta dal primo prototipo in seguito alla sostituzione dei motori originariamente installati con una coppia di motori Conqueror dotati di riduttore, avvenuta nel corso del 1932[1].

  - XB-8: secondo prototipo, completato su richiesta dell'USAAC in configurazione "bombardiere".
  - YO-27: primo lotto di serie, costituito da sei esemplari inizialmente ordinati come bombardieri, per i quali era prevista la denominazione YB-8.
  - Y1O-27: secondo lotto di serie, ancora una volta composto da sei aerei. Il prefisso "Y1" nella designazione venne eliminato nel corso del 1936 e gli aerei (così come i precedenti sei) ricevettero definitivamente la designazione O-27.

## Utilizzatori
Stati Uniti
- United States Army Air Corps

### Annotazioni
1. ↑  Con la designazione di XO-27.
2. ↑  Con la designazione di Y1O-27.
3. ↑  Complessivamente, sia come B-8 che come O-27.

### Fonti
1. 1 2 3 4  Boroli e Boroli, 1983, p. 78.
2. ↑  Fokker O-27, in Уголок неба.
3. 1 2 3 4 5 6 7 8 9 10  Fokker XB-8, in www.joebaugher.com.
4. 1 2 3 4 5 6 7  Jones, 1974, p. 24.
5. ↑  (EN) Andrew Chorney, U.S. Systems of Aircraft Designation, su U.S. Military Aircraft Designations, http://www.driko.org/des.html. URL consultato il 20 marzo 2011.

### Pubblicazioni
- (EN) American Bombardament Types, in Flight, Sutton, Surrey - UK, Reed Business Information Ltd., 23 agosto 1934,  p. 863. URL consultato il 9 marzo 2015.